# Panda gegant
El panda gegant o panda (Ailuropoda melanoleuca) és un mamífer natiu de la Xina centro-oriental i sud-oriental. Incialment considerat del gènere Ursus, actualment no està classificat dins d'aquest gènere dels ossos pròpiament dits, tot i considerar-lo encara un os per part d'algunes fonts per la seva pertinença a la familia Ursidae. És fàcil de reconèixer per les seves grans taques negres característiques al voltant dels ulls, de les orelles, i al llarg del seu cos. Encara que pertanyi a l'ordre Carnivora, la dieta del panda gegant és en un 99% brots de bambú. L'altre 1% de la seva dieta inclou mel, ous, nyams, fulles d'arbusts, taronges i plàtans.
El panda gegant viu en algunes serralades de la Xina central, principalment a la província de Sichuan, però també a les províncies de Shaanxi i Gansu. Degut a la construcció de granges, desforestació i altres desenvolupaments, el panda ha estat foragitat de les terres baixes on havia viscut.
El panda és una espècie en perill d'extinció que necessita protecció. Un informe del 2007 mostra que hi ha 239 pandes que viuen en captivitat dins de la Xina i 27 d'altres fora del país. La població salvatge estimada varia molt; una aproximació calcula que hi ha uns 1.590 animals vivint en llibertat, mentre que un altre estudi fet el 2006 a través de l'empremta genètica estima que la xifra podria ser més elevada, de 2.000 a 3.000. El setembre del 2016, la Unió Internacional per a la Conservació de la Natura (UICN) reclassificà el panda gegant d'espècie amenaçada a espècie vulnerable.
Mentre que el drac ha servit històricament com a emblema nacional de la Xina, a les últimes dècades el panda també ha servit d'emblema pel país. La seva imatge apareix en un gran nombre de monedes commemoratives xineses de platí, or, i plata.
Encara que el panda es considera normalment un animal dòcil, se'n coneixen atacs contra humans, presumiblement a causa d'irritació més que per depredació.
És el logotip de la primera organització ecologista a nivell mundial: WWF (World Wide Fund for Nature).
Provinents d'Hostalets de Pierola es van descriure el 2012 les restes fòssils de l'antecessor més antic, a nivell mundial, del panda gegant i de tota la família dels pandes, a aquest nou gènere se li ha donat el nom de Kretzoiarctos i amb l'epítet específic de beatrix.

## Descripció

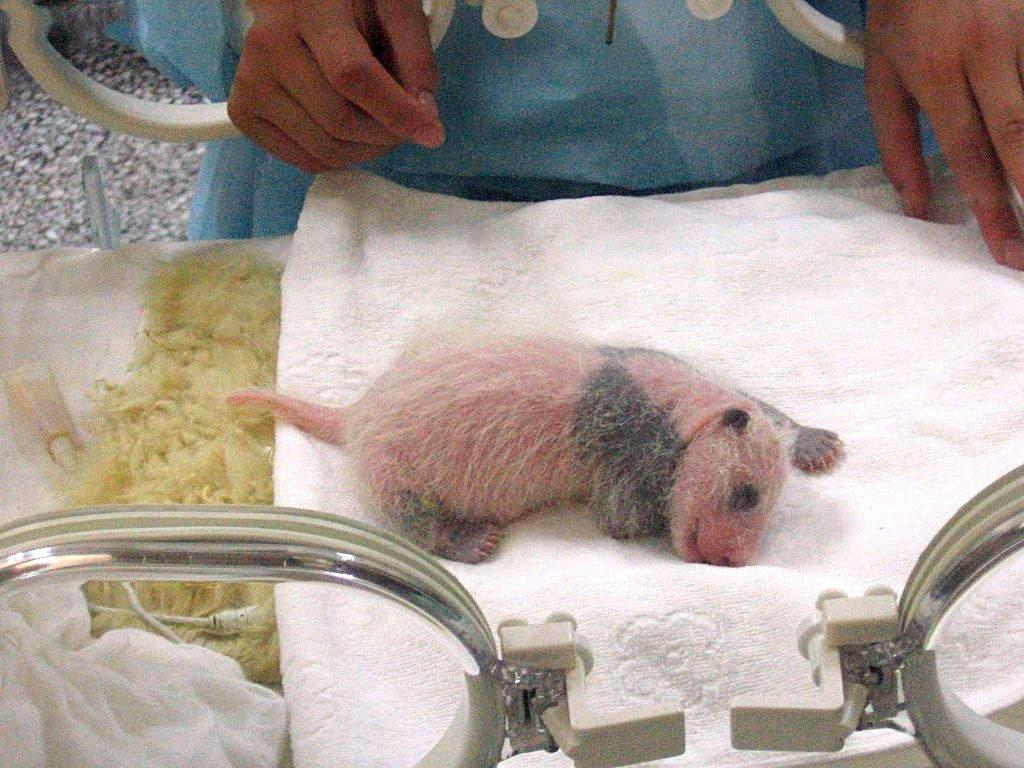
Un cadell de panda gegant. Al naixement, el panda gegant típicament pesa de 100 a 200 grams i fa 15-17 centímetres de llargada.

El panda gegant té un pelatge negre i blanc. Els adults mesuren 1,5 metres de llarg i al voltant de 75 centímetres d'alçada a l'espatlla. Els mascles poden arribar a pesar 150 quilograms. Les femelles (generalment un 10-20% més petites que els mascles) poden pesar fins a 125 quilograms.
El panda gegant té un cos típic dels ossos. Té pelatge negre a les orelles, pegats oculars, musell, braços i espatlles. La resta del seu pelatge és de color blanc. Encara que els científics no saben per què aquests ossos inusuals són blancs i negres, alguns especulen que els colors contrastats proporcionen efectivitat en el camuflatge en el seu hàbitat ombrívol, rocós i nevat. El dens pelatge del panda gegant el manté calent en els boscos freds del seu hàbitat. El panda gegant té grans dents molars i forts músculs en la mandíbula que l'ajuden a mastegar el bambú.
La seva pota té cinc dits i un polze; el «polze» és en realitat un os sesamoide modificat, que l'ajuda a agafar el bambú mentre se'l menja. Stephen Jay Gould usà aquest exemple en el seu llibre d'assaigs on parlava de l'evolució i de la biologia, The Panda's Thumb.
Té la segona cua més llarga en la família dels ossos, amb 15 centímetres de llarg. La cua més llarga la té l'os tibetà.
El panda gegant viu al voltant de 20 anys en llibertat i uns 30 anys en captivitat.

## Comportament
En llibertat, el panda gegant és un animal terrestre i primàriament es passa el temps voltant i buscant menjar pels boscos de bambú de les muntanyes de Qinling i de la muntanyosa província de Sichuan. Encara que generalment són solitaris, cada adult té un territori definit i les femelles no toleren altres femelles al seu territori. Els pandes es comuniquen a través de vocalització i marcant amb l'olor com ara esgarrapant arbres o deixant marques d'orina. El panda gegant pot escalar arbres i fer-se un refugi en arbres buits o en esquerdes de roques però no estableix caus permanents. Per aquesta raó, els pandes no hibernen, com d'altres mamífers subtropicals, i en comptes d'això se'n va cap a altres altituds de temperatures més càlides.
Es fan trobades socials durant la curta temporada de reproducció on els pandes que estan a prop l'un de l'altre s'ajuntaran. Després d'aparellar-se, el mascle deixa sola la femella perquè pugi el cadell.

### Dieta

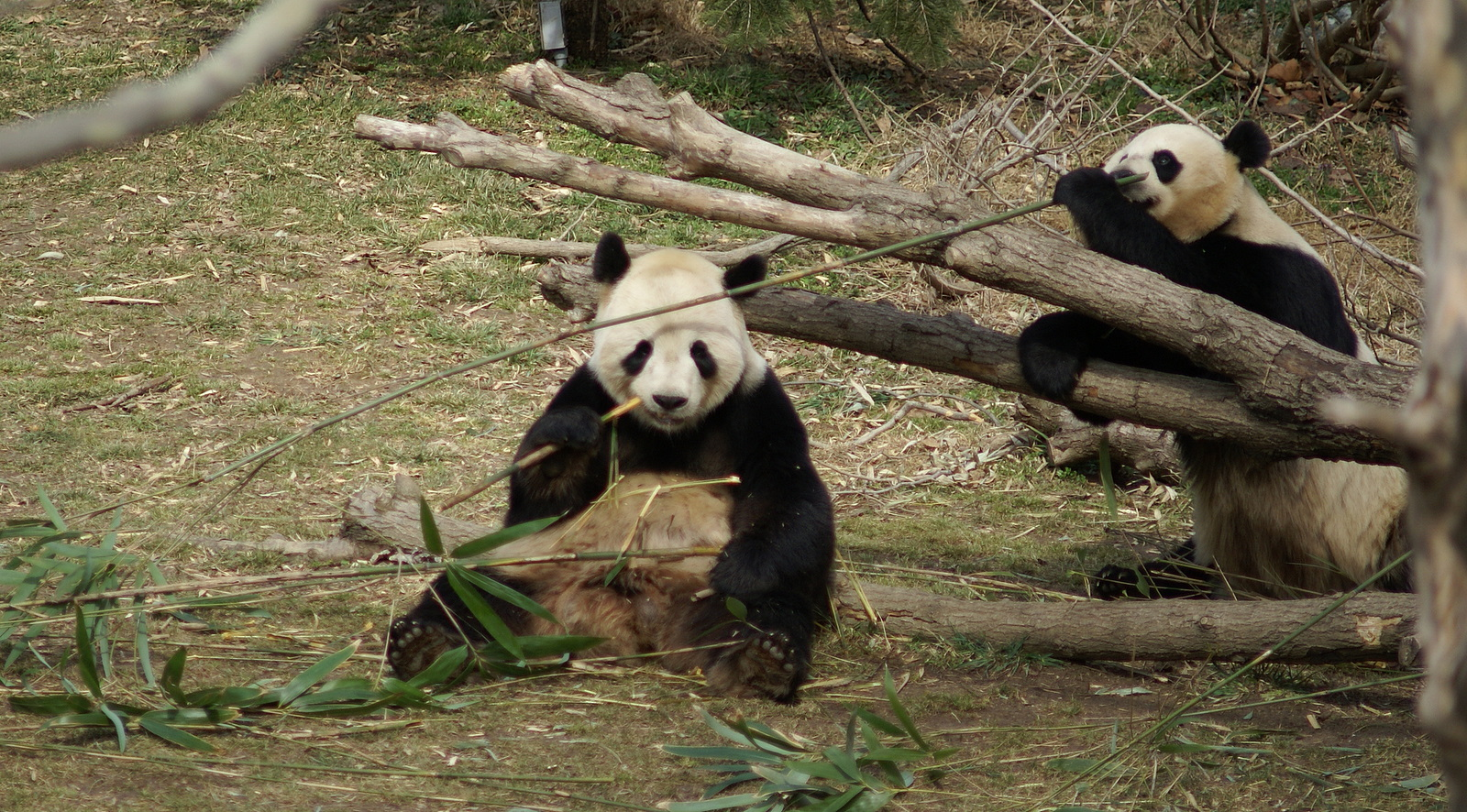
Pandes menjant bambú al Zoo Nacional a Washington, D.C.

Malgrat la seva classificació taxonòmica com a carnívor, el panda gegant té una dieta primàriament herbívora, que consisteix gairebé de forma exclusiva en bambú. Tanmateix, el panda gegant encara té el sistema digestiu i gens específics d'un carnívor. i, per tant, obté poca energia i poca proteïna del consum de bambú. La seva habilitat de digerir la cel·lulosa s'atribueix als microbis del seu intestí. Un panda gegant pot arribar a menjar de 9 a 14 kg. de bambú cada dia. Com que consumeix una dieta poc nutritiva, li és important mantenir el seu tub digestiu ple. L'entrada limitada d'energia imposada per la seva dieta ha influït en el comportament del panda. El panda gegant acostuma a limitar les seves interaccions socials i evita terrenys amb fort pendent per tal de reduir la seva despeses d'energia.
Dues de les característiques principals del panda, el gran cos i la cara arrodonida, són adaptacions a la dieta de bambú. L'investigador de pandes Russell Ciochon observà que «[en bona part] com el goril·la vegetarià, la baixa relació entre la superfície del cos i el volum del cos [del panda gegant] és indicatiu d'una baixa taxa metabòlica. Aquesta baixa taxa metabòlica i un tipus de vida més sedentari permeten al panda gegant de subsistir a base de recursos poc nutritius com ara el bambú». De manera similar, la cara arrodonida del panda és el resultat dels forts músculs de la mandíbula, que agafen des de la part superior del cap fins a la mandíbula. Els grans molars aixafen i molen el material vegetal fibrós.
Els pandes mengen qualsevol de vint-i-cinc espècies de bambú en llibertat, com per exemple Fargesia dracocephala i Fargesia rufa. Poques espècies de bambú són abundants a les grans altituds on els pandes habiten. Les fulles de bambú contenen els majors nivells de proteïnes; les tiges en tenen menys. Degut a aquest gran volum alimentari, els pandes gegants poden defecar fins a quaranta vegades en un dia.
A causa del fet que tot el bambú d'una espècie concreta fa la floració, mort i regeneració alhora, el panda gegant ha de tenir a l'abast com a mínim un parell d'espècies diferents per evitar la inanició. Encara que és principalment herbívor, el panda gegant encara conserva dents ursines, i pot menjar carn, peix, i ous si pot. Quan està en captivitat, els zoos normalment mantenen la seva dieta de bambú, encara que alguns donaran galetes formulades o altres suplements a la dieta.

## Genoma
Es va obtenir la seqüència genètica del panda gegant el 2009 utilitzant tecnologies de seqüenciació d'última generació. El seu genoma conté 20 parells d'autosomes i un parell de cromosomes sexuals.

## Classificació
Durant força dècades la classificació taxonòmica del panda gegant estava en debat perquè comparteix característiques dels ossos i dels ossos rentadors. Tanmateix, estudis moleculars suggereixen que el panda gegant és un os veritable i part de la família dels ossos, encara que es va diferenciar aviat (fa entre 18-25 milions d'anys) de la branca principal dels ursins. El parent més pròxim dins els úrsids del panda gegant és l'os dels Andes de Sud-amèrica. Al panda gegant se l'ha anomenat fòssil vivent.
Malgrat que comparteixen el nom, el tipus d'hàbitat, la dieta, així com un os anomenat pseudopolze (que els ajuda a aguantar els brots de bambú mentre mengen), el panda gegant i el panda vermell són parents llunyans. Estudis moleculars han classificat el panda vermell a la seva pròpia família Ailuridae, i no sota la família dels ossos.
Havia estat, doncs, mostrat com un exemple increïble d'evolució convergent sense que fos cert.

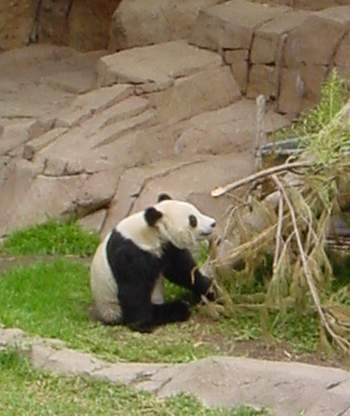
Hua Mei, el cadell de panda nascut al Zoo de San Diego l'any 1999.

### Subespècies
S'han distingit dues subespècies de panda gegant basant-se en les diferents mides cranials, patrons de color i genètica de poblacions (Wan et al., 2005).
- La subespècie Ailuropoda melanoleuca melanoleuca consisteix en la majoria de les poblacions existents de pandes. Es troben principalment a Sichuan i tenen els típics colors contrastats en blanc i negre.
- El panda de Qinling, Ailuropoda melanoleuca qinlingensis[41] es troba només a les muntanyes de Qinling a Shaanxi en alçades entre 1300 i 3000 m. En comptes del color típic de blanc i negre, tenen clapes marró fosc i marró clar. El cap de A. m. qinlingensis és més petit que el dels seus parents, i té molars més grosses.

### Cladograma
|  | Ursinae      |
|  |              |
|  | Tremarctinae |
|  |              |

|  | \| \| A. melanoleuca melanoleuca \| \| \| \| \| \| A. melanoleuca qinlingensis \| \| \| \| |
|  |                                                                                            |
|  | A. melanoleuca melanoleuca                                                                 |
|  |                                                                                            |
|  | A. melanoleuca qinlingensis                                                                |
|  |                                                                                            |

|  | A. melanoleuca melanoleuca  |
|  |                             |
|  | A. melanoleuca qinlingensis |
|  |                             |

|  | \| \| A. melanoleuca melanoleuca \| \| \| \| \| \| A. melanoleuca qinlingensis \| \| \| \| |
|  |                                                                                            |
|  | A. melanoleuca melanoleuca                                                                 |
|  |                                                                                            |
|  | A. melanoleuca qinlingensis                                                                |
|  |                                                                                            |

|  | A. melanoleuca melanoleuca  |
|  |                             |
|  | A. melanoleuca qinlingensis |
|  |                             |

|  | Ursinae      |
|  |              |
|  | Tremarctinae |
|  |              |

|  | \| \| A. melanoleuca melanoleuca \| \| \| \| \| \| A. melanoleuca qinlingensis \| \| \| \| |
|  |                                                                                            |
|  | A. melanoleuca melanoleuca                                                                 |
|  |                                                                                            |
|  | A. melanoleuca qinlingensis                                                                |
|  |                                                                                            |

|  | A. melanoleuca melanoleuca  |
|  |                             |
|  | A. melanoleuca qinlingensis |
|  |                             |

|  | \| \| A. melanoleuca melanoleuca \| \| \| \| \| \| A. melanoleuca qinlingensis \| \| \| \| |
|  |                                                                                            |
|  | A. melanoleuca melanoleuca                                                                 |
|  |                                                                                            |
|  | A. melanoleuca qinlingensis                                                                |
|  |                                                                                            |

|  | A. melanoleuca melanoleuca  |
|  |                             |
|  | A. melanoleuca qinlingensis |
|  |                             |

## Usos i interacció amb els humans

### Primeres referències
En el passat, es pensava que els pandes eren criatures estranyes i nobles— la mare de l'Emperador Wen de Han fou enterrada amb un crani de panda en la seva tomba. Es diu que el net de l'Emperador Taizong de Tang donà al Japó dos pandes i una làmina de pell de panda com a senyal de bona voluntat. A diferència d'altres animals de l'antiga Xina, es pensava que els pandes no tenien usos medicinals. Els pocs usos medicinals coneguts són en la tribu Sichuan, on utilitzaven l'orina de panda per desennuegar, i l'ús del pelatge de panda per controlar la regla, com es descriu a l'enciclopèdia de la Dinastia Qin Erya.
La criatura anomenada mo (貘) mencionada en alguns llibres antics s'ha interpretat com el panda gegant. El diccionari Shuowen Jiezi (Dinastia Han Oriental) diu que el mo, de Shu Han (Sichuan), és un animal semblant a un os, però és de color groc i negre, encara que Erya, un diccionari més antic, descriu mo simplement com a «lleopard blanc». També és comuna la interpretació de la criatura ferotge llegendària pixiu (貔貅) com a panda gegant.
L'obscuritat relativa del panda gegant al llarg de la major part de la història de la Xina la il·lustra el fet que, malgrat que hi ha un gran nombre de representacions d'ossos en l'art xinès des dels temps més antics, i el bambú és un dels temes preferits pels pintors xinesos, no hi ha representacions artístiques de pandes gegants anteriors al segle xx.

### Descobriment modern
Occident va conèixer coses sobre el panda gegant el 1869 perquè el missioner francès Armand David rebé una làmina de pell d'un caçador l'11 de març de 1869. El primer ciutadà d'Occident a veure un panda gegant viu fou el zoòleg alemany Hugo Weigold, qui va comprar un cadell el 1916. Kermit i Theodore Roosevelt, Jr., foren els primers ciutadans d'Occident a disparar a un panda, en una expedició patrocinada pel Museu Field d'Història Natural en els anys 20. El 1936, Ruth Harkness fou la primera ciutadana d'Occident a portar un panda gegant viu, un cadell que es deia Su Lin que va anar a viure al Zoo de Brookfield a Chicago. El 1938, cinc pandes gegants foren enviats a Londres; aquestes activitats es van aturar per culpa de les guerres i, durant la següent meitat del segle, Occident en va saber poc, dels pandes.

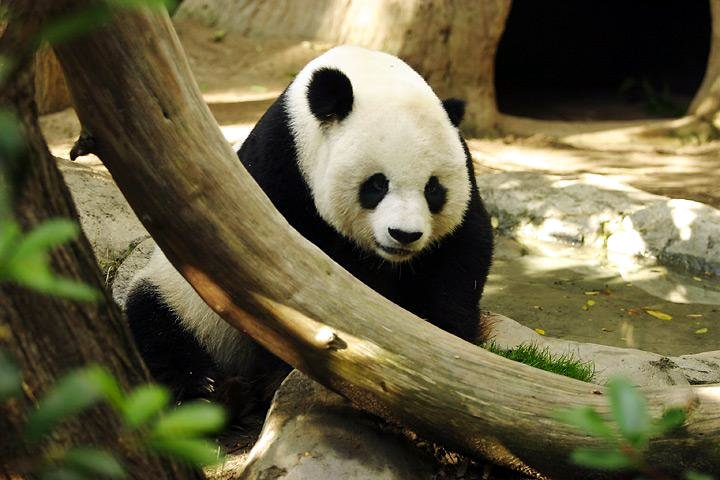
Gao Gao, un adult mascle de panda gegant al Zoo de San Diego.

### Diplomàcia del panda
Les cessions de pandes gegants a zoos dels Estats Units i del Japó foren una part important de la diplomàcia de la República Popular de la Xina en els anys 70, ja que va marcar alguns dels primers intercanvis culturals entre la República Popular de la Xina i l'Oest. Aquesta pràctica s'anomena «Diplomàcia del panda».
Cap a l'any 1984, tanmateix, els pandes ja no es feien servir com a símbol de diplomàcia. En comptes d'intercanviar, la Xina va començar a oferir pandes a altres nacions en cessions de només 10 anys. Les condicions estàndard de la cessió inclouen una tarifa de fins a un milió de dòlars l'any i estipulen que tots els cadells que neixin durant la cessió seran propietat de la República Popular de la Xina. Des del 1998, degut a un judici de la WWF, el Servei de Pesca i Vida Silvestre dels Estats Units només permet a un zoo dels Estats Units d'importar un panda si el zoo pot assegurar que la Xina canalitzarà més de la meitat de la tarifa de cessió cap a esforços de conservació del panda gegant i el seu hàbitat.
El maig de 2005, la Xina oferí un parell de pandes perquè es reproduïssin a Taiwan. El tema es va embolicar en les relacions entre Taiwan i la Xina, tant pel valor simbòlic com per temes tècnics com ara si el traspàs seria «domèstic» o «internacional», o si l'intercanvi tindria algun fi de conservació real.

## Conservació
El panda gegant és una espècie en perill d'extinció, ja que està amenaçada constantment per la degradació del seu hàbitat i que té molt poca natalitat, tant en llibertat com en captivitat.
El panda gegant ha estat un objectiu de la caça furtiva pels locals des de fa molt de temps i per estrangers des que es va presentar a Occident. A partir dels anys 30, els estrangers no van poder caçar pandes a la Xina per culpa de la Segona Guerra Sinojaponesa i de la Guerra civil xinesa, però els pandes van continuar sent una a font de pell fina pels xinesos. El boom de població a la Xina després de 1949 va afectar molt l'hàbitat dels pandes, i les subseqüents fams feren que augmentes molt la caça d'animals salvatges, inclosos els pandes. Durant la Revolució Cultural, tots els estudis i activitats de conservació als pandes es van aturar. Després de la reforma econòmica xinesa, la demanda de pells de pandes de Hong Kong i Japó van provocar la caça il·legal per la venda al mercat negre, que les autoritats locals del moment generalment toleraven.

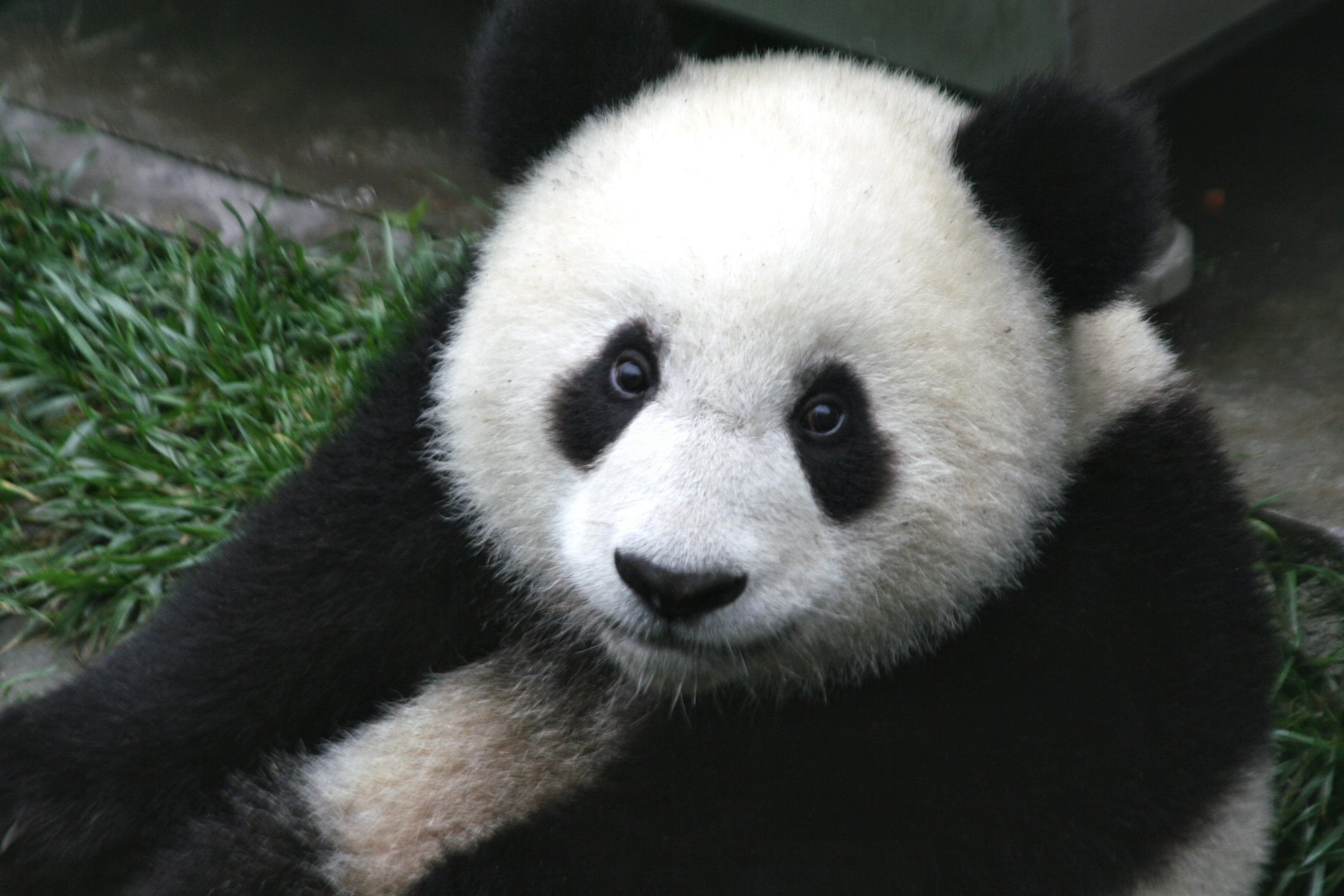
Primer pla d'un cadell de set mesos de panda a la Reserva Natural de Wolong a Sichuan (Xina)

Encara que el Parc Nacional de Wolong fou establert pel govern de la Xina el 1958 per salvar la població en declivi de pandes, es feren pocs avenços en la conservació dels pandes, degut a la inexperiència i el coneixement insuficient de l'ecologia. Moltes persones creien que la millor manera de salvar els pandes era engabiar-los. Per tant, al mínim símptoma de declivi, engabiaven els pandes, i patien condicions de vida terribles. Per culpa de la contaminació i la destrucció del seu hàbitat natural, juntament amb la segregació degut a l'engabiament, la reproducció dels pandes en llibertat era molt limitada. Els anys 90, tanmateix, algunes lleis (incloent control de l'armament i l'allunyament dels humans de les reserves) van afavorir les possibilitats de supervivència dels pandes. Amb aquests esforços renovats i mètodes de conservació millorats, el nombre de pandes en llibertat ha començat a créixer en algunes àrees, encara que continuen estant classificats com a espècie poc habitual.
El 2006, uns científics van informar que el nombre de pandes que vivien en llibertat era de 1.000 més del que es pensava abans. Anteriors censos de pandes havien utilitzat mètodes convencionals per estimar la mida de la població en llibertat, però utilitzant un nou mètode que analitza el DNA de la femta dels pandes, els científics creuen que la població de pandes en llibertat podria arribar als 3.000. Encara que l'espècie continua en perill, es creu que els esforços de conservació funcionen. El 2006, hi havia 40 reserves de pandes a la Xina, quan fa dues dècades només n'hi havia 13.
El panda gegant és una de les espècies més adorades i protegides del món, i és un dels pocs animals del món l'hàbitat natural dels quals ha obtingut la designació de Patrimoni de la Humanitat de la UNESCO. Els Santuaris de panda gegant de Sichuan, localitzats al sud-oest de la província de Sichuan, que comprenen set reserves naturals, foren inscrits a la Llista de Patrimonis de la Humanitat el 2006.
No tots els ecologistes estan d'acord que els diners invertits en la conservació de pandes estiguin ben gastats. Chris Packham ha arguït que la cria de pandes en captivitat és inútil perquè no hi ha prou hàbitat per poder-los sostenir. Packhman també argumenta que els diners gastats en pandes estarien més ben gastats en altres objectius, i ha dit que «em menjaria l'últim panda si amb això pogués recuperar tots els diners que s'han malgastat en la conservació dels pandes per poder fer-hi coses més sensates», encara que va haver de demanar disculpes a la gent a qui els agraden els pandes. Packham indica sosté que «El panda és possiblement un dels pitjors malbarataments de diners en la conservació de la natura de l'últim mig segle».

## Reproducció

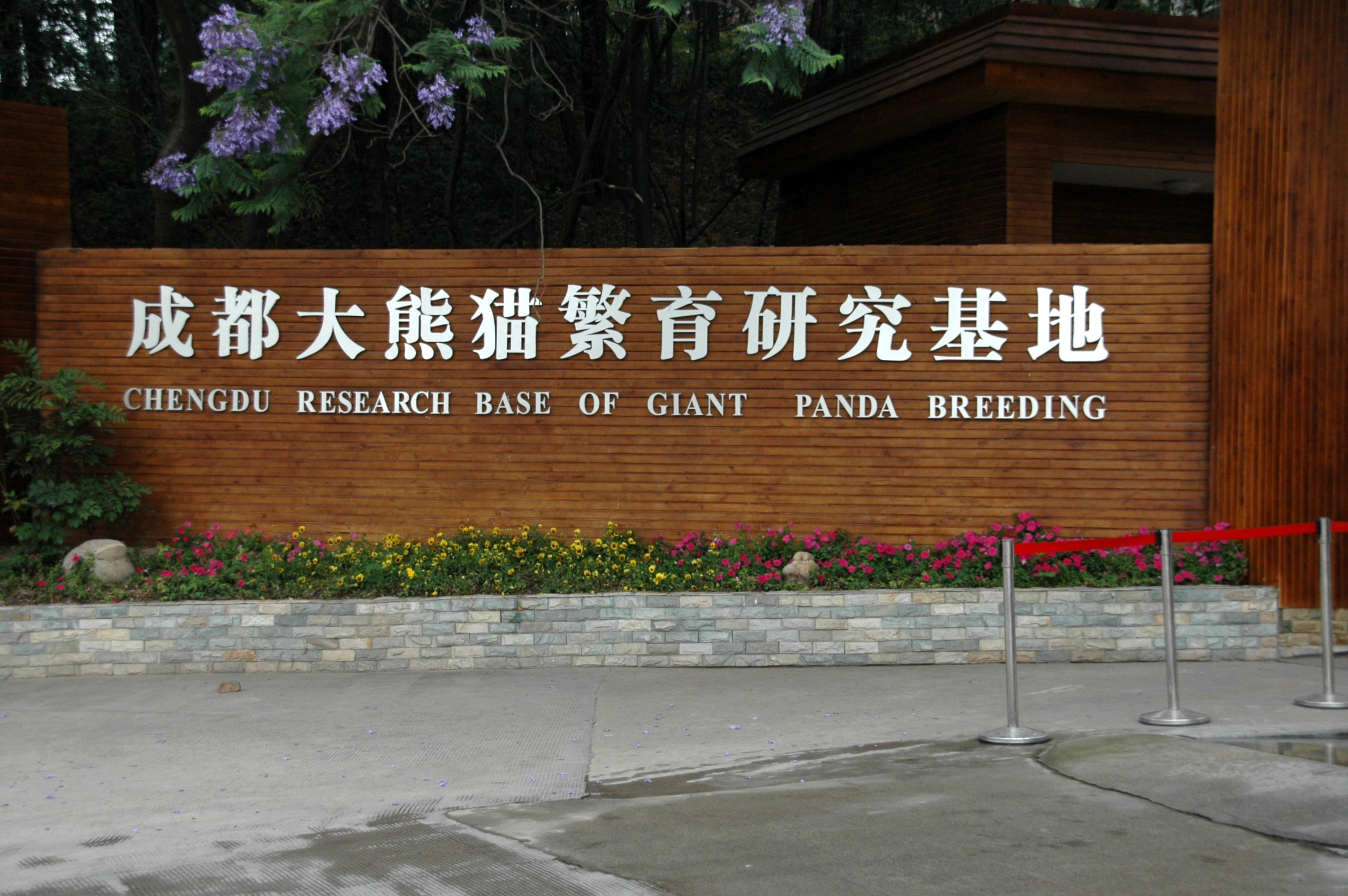
Centre de recerca i de cria a Chengdu.

Inicialment el mètode primari de criar pandes gegants en captivitat era fent inseminació artificial, ja que semblava que perdien el seu interès a aparellar-se un cop eren capturats. Això va fer que alguns científics provessin mètodes extrems com per exemple ensenyar-los vídeos de pandes aparellant-se i donant Viagara als mascles. Només recentment els programes de cria de pandes han començat a tenir èxit, i s'ha determinat que els pandes tenen un patró de reproducció comparable amb algunes poblacions d'os negre americà, una família d'ossos creixent. La mitjana de reproducció actual està en un cadell cada dos anys.
Els pandes gegants arriben a la maduresa sexual entre els quatre i els vuit anys, i poden reproduir-se fins als 20 anys. L'època d'aparellament és entre el març i el maig, quan una femella entra en el cicle estral, que només passa una vegada a l'any, que acaba al cap de dos o tres dies. Quan s'aparellen, la femella està ajupida amb el cap abaixat, i el mascle s'hi posa al damunt des del darrere repetidament per assegurar-se que la fertilització ha estat reeixida. El període de gestació dura entre 95 i 160 dies. Els cadells pesen tan sols de 90 a 130 grams, que és més o menys 1/800 del pes de la mare.
Si neixen bessons en llibertat, normalment només un sobreviu. La mare seleccionarà el cadell més fort, i el més dèbil es morirà. Es creu que la mare no pot produir llet per a dos cadells, ja que no guarda suficients greixos. El pare no ajuda en el creixement dels cadells.
Quan neixen, els cadells són de color rosat, cecs, i no tenen dents. Un cadell de panda gegant és també molt petit, i és difícil per la mare de protegir-lo deguda a la seva mida. Mama de la mare de 6 a 14 vegades per dia durant uns 30 minuts. Durant tres o quatre hores, la mare marxa del cau per menjar, així doncs deixa el cadell indefens. Una o dues setmanes després del naixement, la pell del cadell es torna grisa, i el seu pèl esdevindrà negre. Apareixerà un color rosa clar en el pelatge, resultat que es dona deguda a una reacció química entre el pelatge i la saliva de la mare. Al cap d'un mes després del naixement, el patró del pelatge s'acaba de desenvolupar. El pelatge d'un cadell es va fent més tou i gruixut a mesura que va creixent. El cadell comença a gatejar amb 70 o 80 dies; la mare juga amb les seves cries fent-les cargolar i lluitant. Els cadells poden menjar petites quantitats de bambú després de sis mesos, encara que la llet de la mare continua sent la font primària de menjar durant la majoria de temps en el primer any. Els cadells de panda pesen 45 kg. el primer any, i viuen amb les seves mares fins que tenen de 18 mesos a dos anys. L'interval entre els naixements en llibertat generalment és cada dos anys.
El juliol de 2009, uns científics xinesos van confirmar que el naixement del primer cadell a ser reeixit havia concebut a través d'inseminació artificial utilitzant espermes congelades. El cadell va néixer a les 07:41 del 23 de juliol, aquest any a Sichuan com a tercera cria de You You, un panda d'11 anys. La tècnica de congelar l'esperma en nitrogen líquid fou desenvolupat per primera vegada el 1980 i el primer naixement fou aclamat per ser la solució al problema que disminuïa la disponibilitat de semen en pandes gegants que havia portat a l'endogàmia. S'ha suggerit que el semen de panda, que pot congelar-se durant dècades, es podria compartir amb altres zoos per salvar l'espècie. S'espera que zoos en destinacions com ara San Diego als Estats Units i Ciutat de Mèxic ara podrien proveir el seu propi semen per inseminar més pandes gegants.
També s'han fet intents de reproduir pandes gegants a través de l'embaràs interespecífic implantant embrions de panda clonats en un úter d'un animal d'una altra espècie. Això ha donat resultats en els fetus de pandes, però no naixements.

## Nom
No hi ha una explicació conclusiva sobre l'origen de la paraula "panda". El candidat més possible és la paraula nepalesa ponya, que possiblement es refereix a l'os de la mà adaptat. El món d'occident originalment aplicava aquesta paraula per referir-se al panda vermell. Fins a l'any 1901, quan erròniament s'havia declarat que estava emparentat amb el panda vermell, el panda gegant es coneixia com a «panda bigarrat» (Ailuropus melanoleucus) o «os multicolor» (en anglès, mottled bear i particolored bear).
En la majoria de fonts enciclopèdiques, el nom "panda" o "panda comú" originalment es referia al menys conegut panda vermell, així necessitant la inclusió dels sufixos "gegant" i "vermell". Fins i tot el 2010, l'Encyclopædia Britannica continuava utilitzant "panda gegant" o «os panda» per l'os i simplement "panda" pel gènere Ailuridae, al contrari de l'ús popular de la paraula "panda" per referir-se al panda gegant.
Des de les primeres col·leccions d'escrits xinesos, la llengua xinesa ha tingut 20 noms diferents pel panda, com per exemple 花熊 (hua xiong) «os tacat» i 竹熊 (zhu xiong) «os del bambú». Avui en dia, els noms xinesos més populars són 大熊貓 (dà xióng māo), literalment "gran os gat", o simplement 熊貓 (xióng māo), «os gat». El nom hauria estat inspirat en els ulls del panda, que tenen pupil·les que són similars als gats amb talls verticals – al contrari d'altres espècies d'os, que tenen pupil·les rodones.
A Taiwan el nom popular pel panda és l'invertit al xinès, 貓熊 (māo xióng), que significa ‘gat os’ encara que moltes de les enciclopèdies i diccionaris a Taiwan utilitzen «os gat» com a nom correcte. Alguns lingüistes ho argumenten, en aquesta construcció, «os» en comptes de «gat» és el nom base, fent aquest nom més gramaticalment i lògicament correcte, que hauria portat a la tria popular malgrat escrits oficials.

## En zoos
Els pandes han estat retinguts en zoos des de la Dinastia Han Occidental a la Xina, on l'escriptor Sima Xiangru escriu que el panda era el tresor animal més preuat del jardí de l'emperador d'animals exòtics a la capital Chang'an (avui en dia Xi'an). No és fins als anys 1950 que els pandes tornen a estar exposats en zoos de la Xina.
Chi Chi al Zoo de Londres va esdevenir molt popular. Això va influenciar a la World Wildlife Fund per utilitzar el panda com al seu símbol.
Un article del diari New York Times del 2006 va explicar el cost de mantenir els pandes, que costa cinc vegades més que el segon animal més car, un elefant. Generalment, els zoos americans paguen al govern xinès 1 milió de dòlars cada any en quotes, com a part d'un típic contracte de deu anys. El contracte del Zoo de San Diego s'estava acabant el 2008 però va tenir una extensió de cinc anys a la meitat del cost del 2007. L'últim contracte, amb el Zoo de Memphis a Memphis, acaba el 2013.

### Àsia
Xina

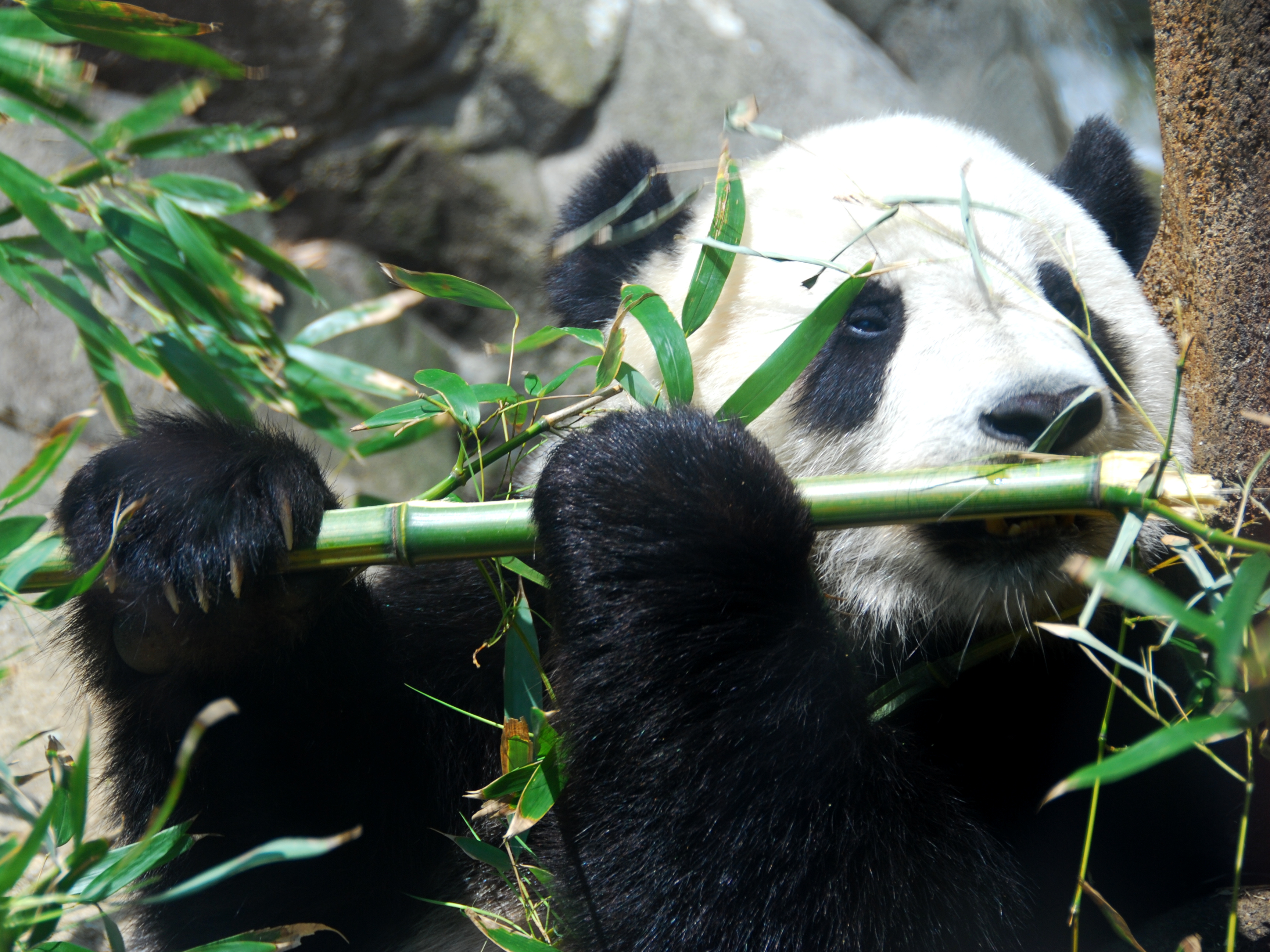
Tai Shan el juny de 2007.

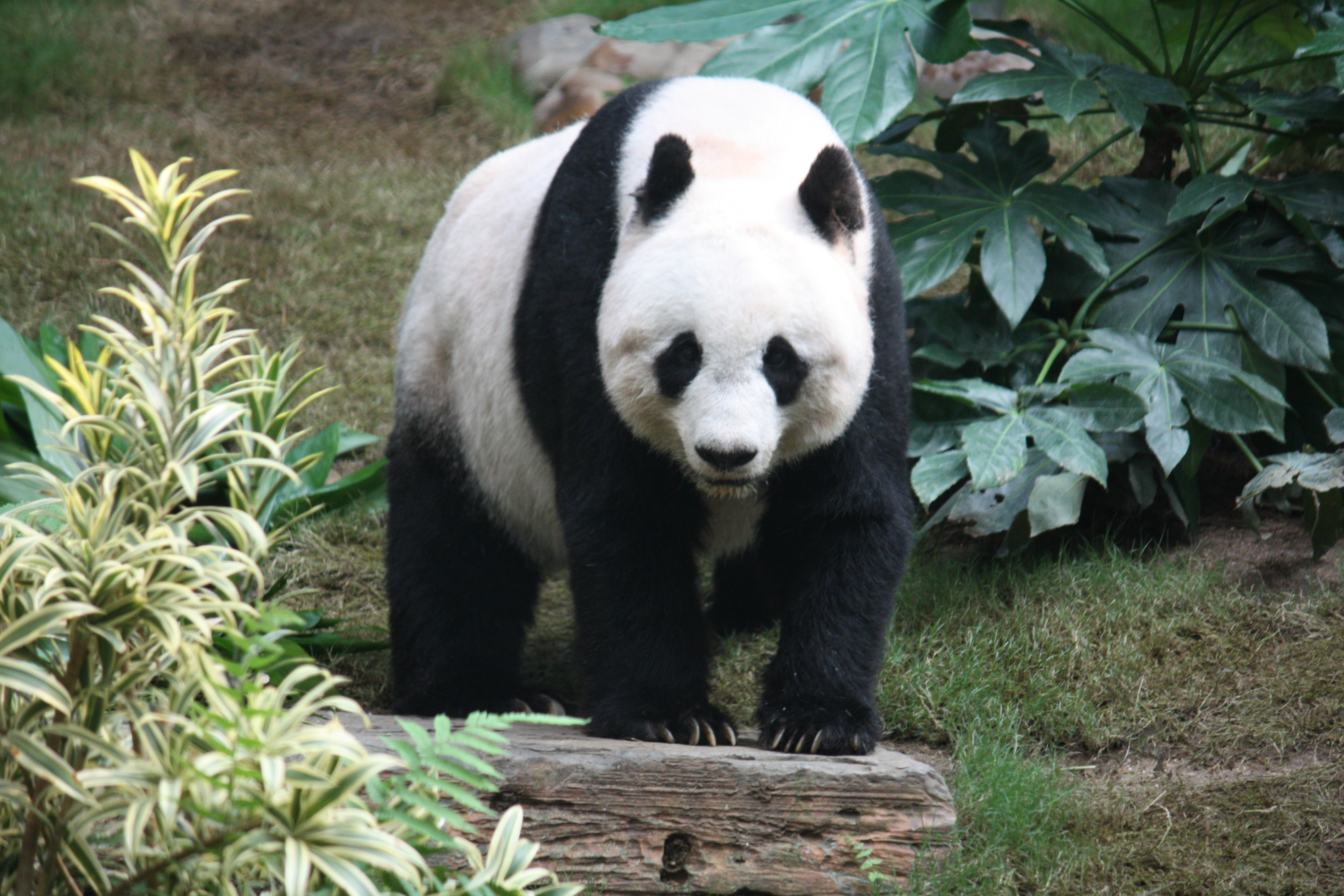
Panda gegant al Zoo de Hong Kong.

Molts zoos i centres de reproducció tenen pandes. Inclouen:
- Zoo de Beijing – casa de Gu Gu.
- Bifengxia Panda Base, Ya'an, Sichuan – casa dels pandes gegants nascuts als Estats Units Mei Sheng (M), Hua Mei (F), Tai Shan,[80] Su Lin (F),[81] i Zhen Zhen (F).[81] També és casa de Fu Long, nascut a Àustria.[82]
- Chengdu Research Base of Giant Panda Breeding, Chengdu, Sichuan – El 2006, van néixer-hi dotze cadells.[83] També és casa del nascut al Japó Xiong Bang(M)[84] i de la nascuda als Estats Units Mei Lan (F).[85]
- China Conservation and Research Center for the Giant Panda a la Wolong National Nature Reserve, Sichuan – El 2006 van néixer-hi disset cadells.[83]
- Ocean Park, Hong Kong – casa de Jia Jia (F), An An (M), Le Le (M), i Ying Ying (F).[86]

Altres llocs d'Àsia
- Zoo de Taipei, Taipei, Taiwan – casa de Tuan Tuan (M) i Yuan Yuan (F).[87]
- Zoo de Chiang Mai, Chiang Mai, Tailàndia – casa de Chuang Chuang (M), Lin Hui (F), i Lin Bing, una cria nascuda el 27 de maig de 2009.[88][89]
- Adventure World, Shirahama, Wakayama – Fins recentment, casa dels pandes Ei Mei (M), Mei Mei (F), Rau Hin (F), Ryu Hin i Syu Hin (nois bessons), i Kou Hin (M). El desembre de 2006, van néixer Ei Mei i Mei Mei, uns bessons. Dos cadells, Eiihin (M) i Meihin (F), van néixer el 13 de setembre de 2008.[90][91] Mei Mei, mare de deu cadells, va morir el 15 d'octubre de 2008.[92][93]
- Zoo d'Oji, Kobe, Hyōgo – casa de Kou Kou (M), Tan Tan (F)[94]
- River Safari, un nou parc sota les Wildlife Reserves Singapore, Singapur – rebran dos pandes (Kai Kai i Jia Jia) el 2012.[95]

### Austràlia
- Zoo d'Adelaide, Adelaida – casa de Wang Wang (M) i Funi (F). Van arribar el 28 de novembre de 2009, i es podien veure el 14 de desembre. S'espera que s'hi estiguin durant un mínim de deu anys. Actualment són els únics pandes vivint en l'hemisferi sud.[96]

### Europa

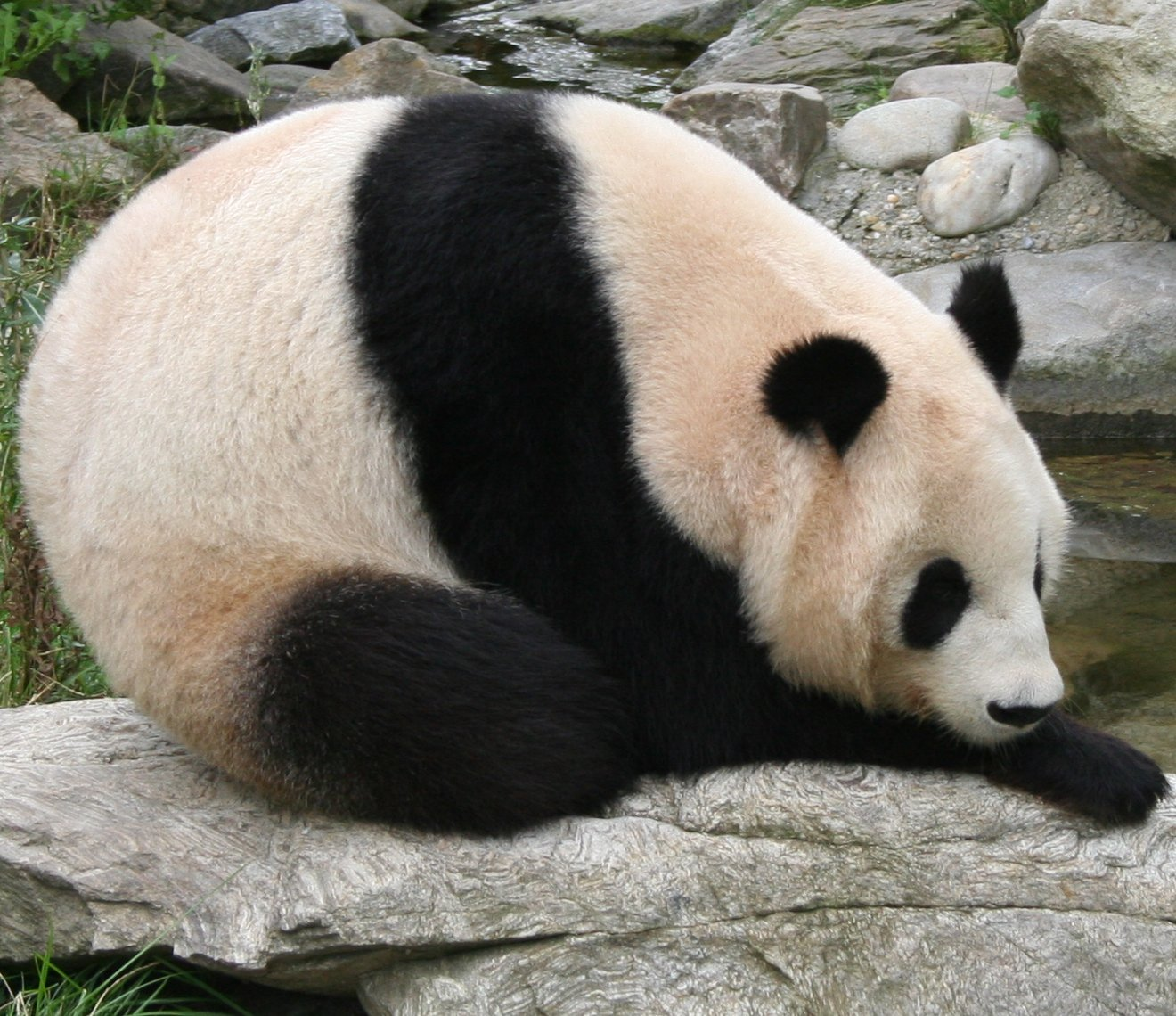
Panda gegant al zoo de Viena Tiergarten Schönbrunn.

- Zoologischer Garten Berlin, Berlín, Alemanya – casa de Bao Bao, de 32 anys,[97] el panda mascle més gran vivint en captivitat. Ha estat a Berlín durant 25 anys i mai no s'ha reproduït.
- Tiergarten Schönbrunn, Viena, Àustria – casa de Yang Yang (F) i Long Hui (M), nascut a Wolong, Xina el 2000. Va infantar a Fu Long (M) el 2007,[98] i a Fu Hu (M) el 2010.[99] Fu Long, que ha estat portat a la Xina, fou el primer panda a reproduir-se a Europa fa 25 anys.[98]
- Zoo Aquarium de Madrid, Madrid, Espanya – casa de Bing Xing (M) i Hua Zuiba (F) des de l'any 2007. Va infantar a uns bessons el 7 de setembre de 2010.[100] El zoo també fou el primer lloc on va néixer un panda a Europa, l'any 1982.[101] Aquest panda gegant es deia Chu-lin.[101]
- El Zoo d'Edinburgh va signar un acord amb la Wolong Nature Preserve el 10 de gener de 2011 per obtenir dos pandes gegants, Tian Tian (F) i Yang Guang (M).[102]

### Nord-amèrica

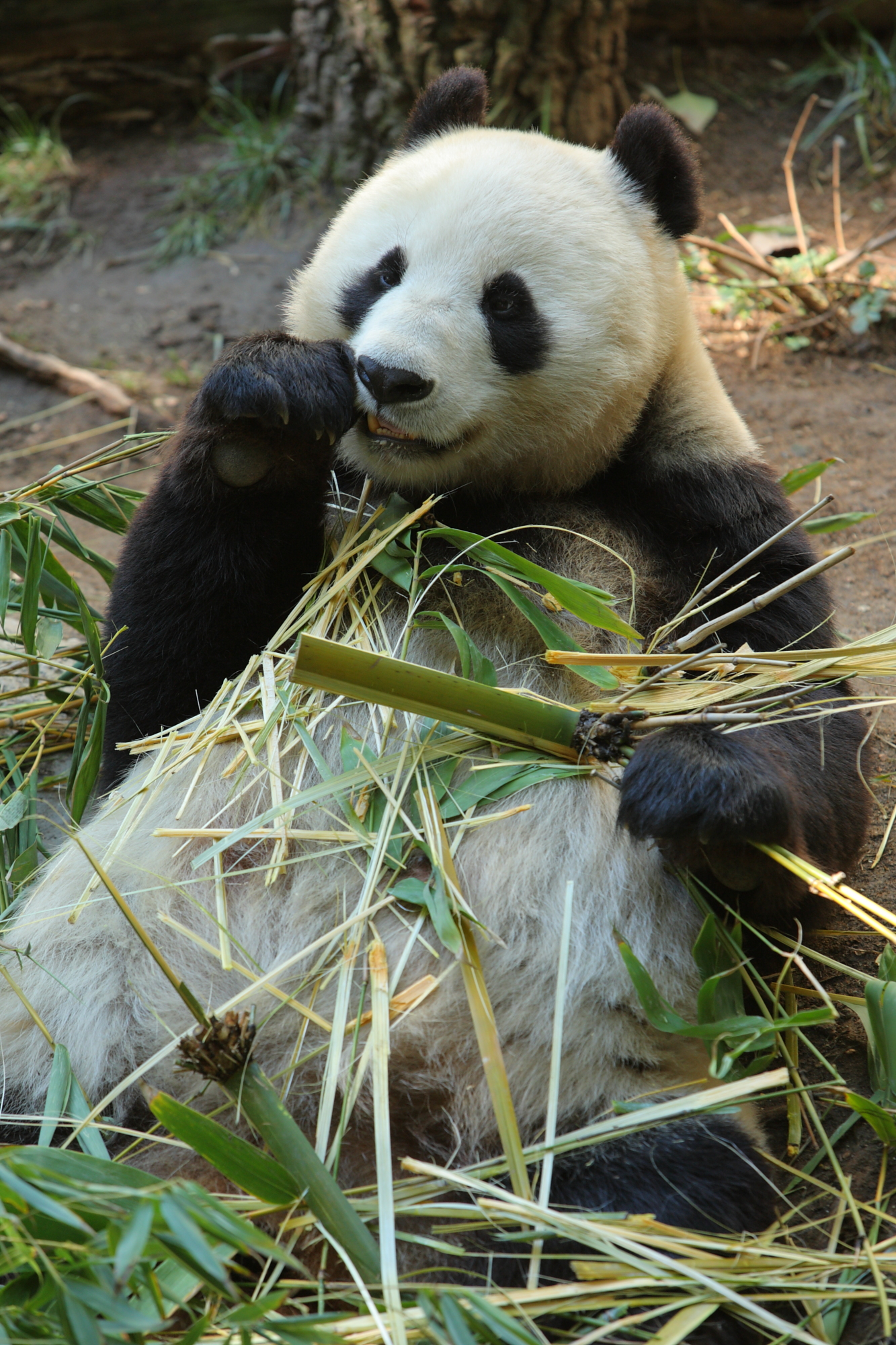
Bai Yu al Zoo de San Diego, ha infantat a 5 cadells en captivitat i es considera un dels pandes més reeixits a l'hora de reproduir-se en captivitat.

- Zoo de Chapultepec, Ciutat de Mèxic – casa de Xiu Hua, nascut el 25 de juny de 1985, Shuan Shuan, nascut el 15 de juny de 1987, i Xin Xin, nascut l'1 de juliol de 1990 de Tohui (Tohui va néixer al Zoo de Chapultepec el 21 de juliol de 1981 i va morir el 16 de novembre de 1993), totes femelles.[103][104]
- Zoo de San Diego, San Diego – casa de Bai Yun (F), Gao Gao (M), i Yun Zi (M).[105]
- Zoo Nacional dels Estats Units, Washington, D.C. – casa de Mei Xiang (F) i Tian Tian (M).[106]
- Zoo Atlanta, Atlanta, Atlanta – casa de Lun Lun (F), Yang Yang (M), Xi Lan (M), i Po (M), nascut el 3 de novembre de 2010.[107]
- Zoo de Memphis, Memphis, Memphis – casa de Ya Ya (F) i Le Le (M)[108]

#### Pandes nascuts als Estats Units
- Tohui (paraula nàhuatl que significa ‘nen’), nascut el 21 de juliol de 1981, 16 de novembre de 1993 al Chapultepec Zoo, Ciutat de Mèxic; femella. Fou el primer panda que va néixer i va sobreviure en captivitat fora de la Xina. Els seus pares eren Ying Ying i Pe Pe.
- Hua Mei, nascut el 1999 al Zoo de San Diego i enviat a la Xina el 2004.[105]
- Mei Sheng, nascut el 2003 al Zoo de San Diego, enviat a la Xina el 2007.[105]
- Tai Shan, nascut el 9 de juliol de 2005 al Zoo Nacional a Washington DC,[109] enviat a la Xina el 2010.
- Su Lin, nascut el 2 d'agost de 2005 al Zoo de San Diego, traslladat a la Xina el 2010.[105]
- Mei Lan, nascut el 6 de setembre de 2006 al Zoo Atlanta, enviat a la Xina el 2010.
- Zhen Zhen, nascut el 3 d'agost de 2007 al Zoo de San Diego, traslladat a la Xina el 2010.[105]
- Xi Lan, nascut el 30 d'agost de 2008 al Zoo Atlanta.[107]
- Yun Zi, nascut el 5 d'agost de 2009 al Zoo de San Diego.[105]

Nota:(M) significa que el panda gegant és mascle, mentre que (F) significa que el panda gegant és femella

## En la cultura popular

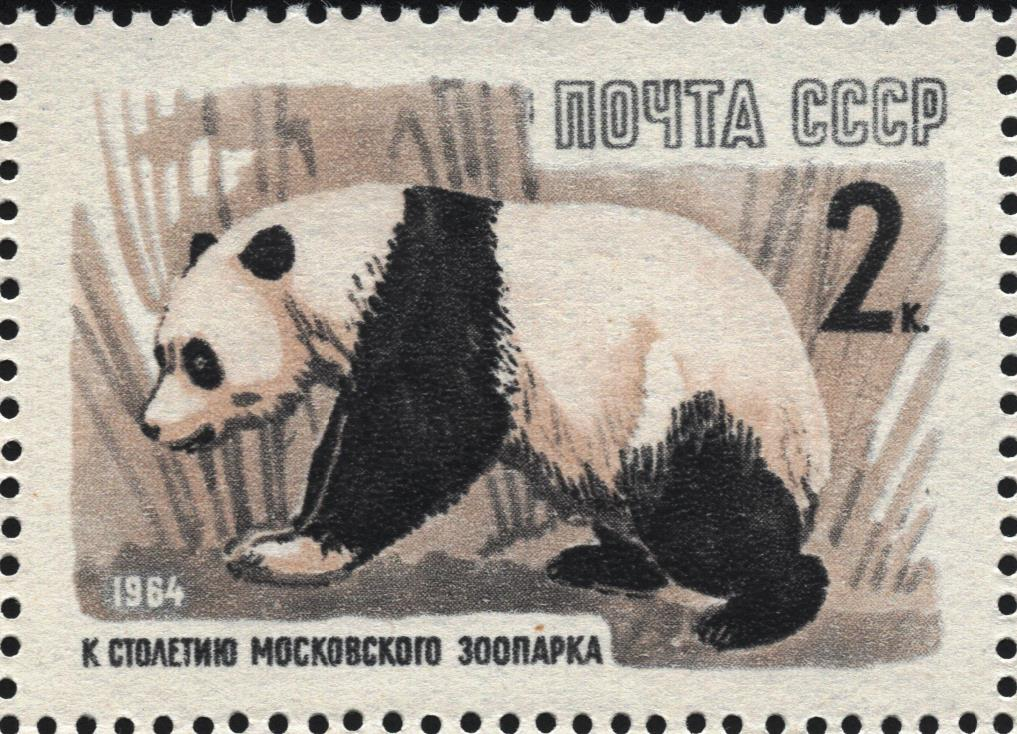
Segell postal soviètic de 2 kopeks.

La imatge del panda s'ha utilitzat molt sovint en tota mena de missatges, productes i noms d'empreses.

### Cinema i televisió
- Les primeres seqüències de pandes foren filmades per Franz Camenzind per l'American Broadcasting Company (ABC) cap a l'any 1982. Van ser comprades per la Natural History Unit de la British Broadcasting Corporation (BBC) pel seu magazín setmanal Nature.
- El panda ha aparegut en dos documentals, Panda Nursery (2006) parlava sobre els pandes de la Wolong National Nature Reserve de la Xina, i Growing Up: Giant Panda (2003), que parlava de la Chengdu Giant Panda Center al sud-oest de la Xina.
- En la saga de pel·lícules de Kung Fu Panda, el protagonista és un panda anomenat Po. En honor del personatge, un cadell nascut el 3 de novembre de 2011 al Zoo Atlanta es va anomenar Po.[110]
- En la sèrie de televisió Ranma ½ el pare de Ranma Saotome, Genma, si entra en contacte amb aigua freda es transforma en panda.
- En un episodi d'Avatar: L'últim mestre de l'aire apareix un monstre guardià del bosc que es pot transformar en panda.
- Andy Panda, creat per Walter Lantz (també creador de Woody Woodpecker), és un personatge de la sèrie de dibuixos animats Life Begins for Andy Panda.[111]

### Altres
- Els automòbils Fiat Panda i SEAT Panda (fabricat entre el 1980 i 1986, actualment evolucionat, sota el nom Seat Marbella i basat en el Fiat Panda).[112][113]
- És el nom d'un grup mexicà de rock, Panda.
- L'empresa Panda Security, el quart major venedor d'antivirus a nivell mundial.
- Hello Panda és una marca de galetes japoneses.
- Apareix un panda gegant al Zoo de Moscou en un segell postal soviètic de 2 kopeks el 1964 (vegeu imatge).